# 少帶重牙鯛
少帶重牙鯛（学名：Diplodus sargus）為輻鰭魚綱鱸形目鱸亞目鯛科的其中一種，分布於中東大西洋的維德角群島海域，棲息深度可達30公尺，體長可達28公分，棲息在岩石底質海域，屬雜食性，以藻類及底棲性無脊椎動物等為食。
其种加词“Lineatus”意为“线形的”。